# 4992 Kálmán
A 4992 Kálmán kisbolygó a kisbolygóövben kering. 1982. október 25-én fedezte föl Ljudmila Vasziljevna Zsuravljova. A kisbolygó a nevét Kálmán Imre világhírű magyar zeneszerzőről kapta.

## Külső hivatkozások
- A 4992 Kálmán kisbolygó a JPL Small-Body adatbázisában